# Josip Pavičić (književnik)
 Ovo je glavno značenje pojma Josip Pavičić (književnik). Za druga značenja pogledajte Josip Pavičić (književni kritičar).
Josip Pavičić (Požega, 26. veljače 1895. – Opatija, 21. ožujka 1963.) je bio hrvatski književnik.
Diplomirao je pravo u Zagrebu te radio kao činovnik. Uređivao je Izraz, a tridesetih godina 20. stoljeća počinje objavljivati socijalno inspiriranu prozu ("Memento"). Autor je nekoliko knjiga novela te opsežnog i raznovrsnog opusa za djecu ("Poletarci", "Koliba u vrbiku").

## Djela
- "Crvenim slovima",
- "Djeca majke zemlje",
- "Staza kroz stoljeće",
- "Ivanjske krijesnice",
- "Vrzino kolo",
- "Knjiga o davnini".